# Polygala bevilacquae
Polygala bevilacquae là một loài thực vật có hoa trong họ Polygalaceae. Loài này được Marques mô tả khoa học đầu tiên năm 2003.